# Gonatas minor
Gonatas minor es una especie de coleóptero de la familia Passalidae.

## Distribución geográfica
Habita en Mafor, Roon.